# Дербийски пушист опосум
Дербийски пушист опосум (Caluromys derbianus) e вид опосум от семейство Didelphidae.

## Разпространение
Дербийския пушист опосум обитава тропическите гори на Белиз, Колумбия, Коста Рика, Еквадор, Гватемала, Хондурас, Мексико, Никарагуа и Панама. Среща се на надморска височина до 2460 m.

## Описание
Представителите на вида са с тегло между 200 и 400 грама. Оцветяването на кожата зависи от географското разпределение. Опашката е по-дълга от дължината на тялото, пригодена е за хващане и е гола в дисталната половина.

## Хранене
Представителите на вида консумират дребни гризачи, насекоми и плодове.

## Размножаване
В зависимост от географското положение чифтосването може да продължи през цялата година, но обикновено е през сухия сезон (януари-юни). Раждат по 3-4 малки. Половата зрялост настъпва средно на 240 дни. Продължителността на живота е около 5 години.